# Prosimulium laamii
Prosimulium laamii är en tvåvingeart som beskrevs av Saguez och Choumara 1981. Prosimulium laamii ingår i släktet Prosimulium och familjen knott.
Artens utbredningsområde är Marocko. Inga underarter finns listade i Catalogue of Life.